# 藤枝バイパス
藤枝バイパス（ふじえだバイパス）は、静岡県藤枝市から同県島田市までを結ぶ国道1号のバイパス道路。
全線が自動車専用道路であり、また、広幡IC以東は地域高規格道路「静岡東西道路」に指定されている。

## 概要
- 起点 : 静岡県藤枝市岡部町内谷
- 終点 : 静岡県島田市野田
- 総延長 : 11.6 km
- 道路規格 : 第1種第3級
- 標準道路幅員 : 20.5 m
- 車線数 : 4車線（暫定2車線）
- 車線幅員 : 3.5 m
- 設計速度 : 80 km/h
- 最急勾配 : 3.1 %

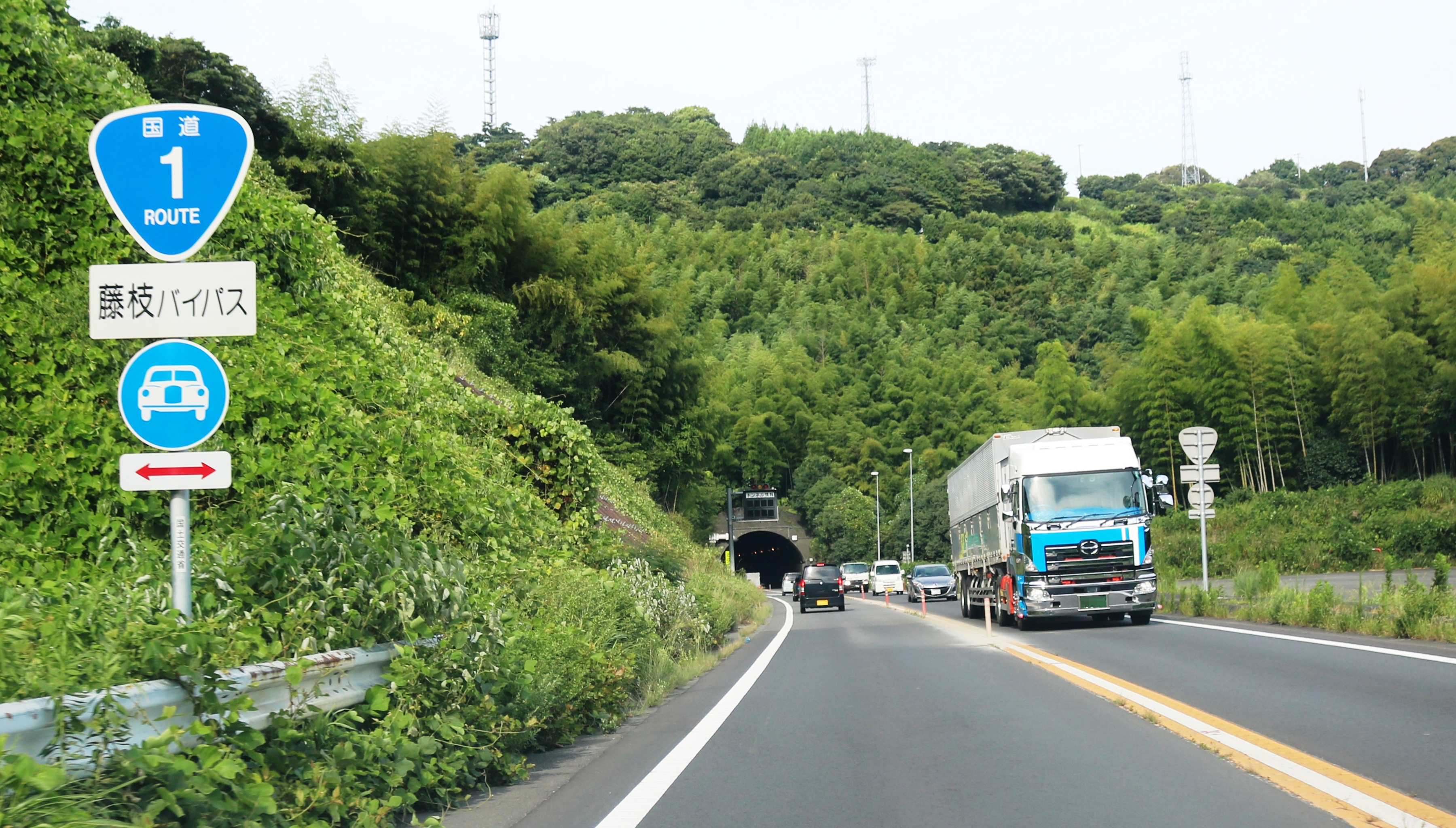
藤枝バイパス、静岡県藤枝市時ケ谷にて

都市計画上の道路名は1・4・1号志太北幹線。全線自動車専用道路となっており125 cc以下の二輪車の通行は禁止となっている。かつては日本道路公団が管理する有料道路であったが2005年（平成17年）に無料開放され、現在は無料で通行できる。
信号が全くないバイパスにも関わらず流れが非常に悪く、無料開放化により交通量が増加、中間のICはいずれも朝夕以外の時間帯でも渋滞がおこりやすく、且つ事故が多い区間になっている。特に広幡IC付近（下り線）については静岡国道事務所はその原因を潮トンネルまでが緩やかな登り坂になっていることからの自然渋滞と、インター合流部の速度低下であるとみて、注意看板を設置している。

### 拡幅事業について
藤枝バイパスは2005年（平成17年）の無料化後交通量が増加の一途を辿り、東名が市街地・岡部地区からかなり離れたところを通過すること、また新東名高速道路開通による沿線開発の影響もあって朝夕の通勤ラッシュ時を中心に慢性的な渋滞が発生し、僅か約12 km弱のバイパス区間で主要渋滞箇所が5箇所（先述）存在するという有様であった。この結果、定時性が確保されず非効率な物流を余儀なくされたほか、渋滞を迂回した車両が生活道路に流入し市民生活の安全を脅かすなどして地域における喫緊の課題となっていた。
それにも関わらず静岡県中部地区の国道1号では、静岡方面の岡部バイパスが4車線供用済で静清バイパスが2018年度（平成30年度）迄の全線4車線化を見込み、一方浜松方面の島田金谷バイパスでも2012年度（平成24年度）より4車線化着工しているのに対し、同じ国道1号の藤枝バイパスだけが本格的な4車線化事業を先送りにされてきた。
こうした状況の中、北村正平藤枝市長を会長、市や市議会、市内沿線自治会を構成メンバーとする「国道1号藤枝バイパス整備促進委員会」が2015年（平成27年）6月3日に設立され、同月から翌年2月にかけて隣接する島田市と共に国交相や財務相等に対し7回の陳情を行うなど状況改善に向けた4車線化整備を国に強く要望。これに対し国土交通省は2016年（平成28年）3月2日、交通容量確保による企業活動の支援および市民生活の安心安全の確保を目的としてバイパス全区間11.6 kmのうち終点側10.7 kmを2016年度（平成28年度）に新規事業化する方針を固めた。これを受けて静岡県知事は「内陸のフロンティアを拓く取組に大きく寄与するものと期待」と、県として歓迎するコメントを表明した。
同年3月8日に開催された社会資本整備審議会（道路分科会・中部地方小委員会）では、旧国道1号を拡幅する案と藤枝バイパスを拡幅する案の2案を比較検討し、藤枝バイパス拡幅案が優位であると結論付け新年度事業化を「妥当」と判断しており、これによって4車線化へ向けて大きく動き出すこととなった。そして、2016年度（平成28年度） に「一般国道1号 藤枝バイパス」として暫定2車線区間である広幡IC - 野田IC間4車線化が事業化された。4車線化にあたって、広幡IC - 藪田東IC間の上り線、藪田東IC - 野田IC間の下り線が新設道路になる見込み。2025年（令和7年）3月28日には潮トンネルの2本目（北側）が供用開始された。今後は令和8年度内の広幡IC - 藪田東IC間4車線化に向けての工事に伴い、段階的に車線切り替えが実施される。

## 歴史
- 1973年（昭和48年）8月 - 藤枝バイパス部都市計画決定[2][4]。
- 1975年（昭和50年）10月 - 藤枝バイパス部都市計画変更[4]。
- 1981年（昭和56年）4月4日 - 暫定2車線で開通[2]。広幡IC - 野田IC間は日本道路公団が管理する区間だった。
- 1993年（平成5年）4月 - 料金値下げ（普通車 : 520円→400円[注釈 1]）。
- 1999年（平成11年）4月1日 - 夜間（22時 - 翌6時）無料化[2]（掛川バイパス・磐田バイパス・浜名バイパスと同時）。
- 2005年（平成17年）3月30日22時 - 国土交通省が日本道路公団よりバイパスを買い取る（国と静岡県が費用を負担）ことによって、前述の3バイパスと同時に無料開放[2]。
- 2007年（平成19年）3月 - 内谷IC - 広幡IC間4車線化工事着手[2]。
- 2011年（平成23年）12月20日 - 上り線 広幡IC - 内谷IC間が2車線化[要出典]。
- 2012年（平成24年）
  - 2月20日 - 谷稲葉うぐいすPA供用開始[2]。また、それに伴い ひといきパーキングを廃止[9]。
  - 3月20日 - 下り線 内谷IC - 広幡IC間が2車線化し、4車線化完了[2]。広幡ICの下り線出口ランプ供用開始[10]。
  - 4月14日 - 新東名高速道路開通に合わせ、藤枝ロングランプおよび広幡ICの上り線入口（新東名からの流入のみ）供用開始[2][10]。
- 2015年（平成27年）4月1日 - 当バイパスが国道1号の本線に指定される。これに伴い、従来の現道のうち、内谷交差点 - 大津通り交差点の区間は静岡県道381号島田岡部線に、大津通り交差点 - 野田ICの区間は静岡県道217号伊久美元島田線に指定変更された[11]。
- 2016年度（平成28年度） - 暫定2車線区間である広幡IC - 野田IC間4車線化が事業化[2]。
- 2019年度（平成31年度・令和元年度） - 用地着手・工事着手[12][13] 。
- 2021年（令和3年）4月1日 - これまで浜松河川国道事務所が管理していた野田ICより東側延長4,758 mが静岡国道事務所に移管し、バイパス全線が静岡国道事務所の管理となった[14]。
- 2025年（令和7年）3月28日 - 潮トンネル2本目（北側）供用開始[8]。

## 接続するバイパスの位置関係
（東京方面） - 岡部バイパス - 藤枝バイパス - 島田金谷バイパス - （名古屋・大阪方面）

## インターチェンジなど
| 施設名                                    | 接続路線名                                          | 備考                                       | 所在地 |
| ----------------------------------------- | --------------------------------------------------- | ------------------------------------------ | ------ |
| 国道1号（岡部バイパス）静岡・沼津方面     |                                                     |                                            |        |
| 内谷IC                                    | 県道381号島田岡部線 県道208号藤枝静岡線             | 静岡・沼津方面出入口のみ                   | 藤枝市 |
| 広幡IC                                    | 県道81号線焼津森線 E1A 新東名高速道路（藤枝岡部IC） | 静岡・沼津方面の入口は新東名からの流入のみ | 藤枝市 |
| 藪田東IC                                  | 県道209号静岡朝比奈藤枝線                           | 静岡・沼津方面出入口のみ                   | 藤枝市 |
| 藪田西IC                                  | 県道215号伊久美藤枝線                               | 島田・浜松方面出入口のみ                   | 藤枝市 |
| ひといきパーキング                        |                                                     | 島田・浜松方面のみ 2012年2月20日廃止       | 藤枝市 |
| 谷稲葉IC/谷稲葉うぐいすPA                 | 県道32号藤枝黒俣線 県道216号堀之内青島線            |                                            | 藤枝市 |
| 東光寺IC                                  |                                                     | 静岡・沼津方面出入口のみ                   | 島田市 |
| 野田IC                                    | 県道217号伊久美元島田線                             |                                            | 島田市 |
| 国道1号（島田金谷バイパス）島田・浜松方面 |                                                     |                                            |        |

広幡インターチェンジは開通時は「潮インターチェンジ」という名称だったが、後に改称された。
内谷IC - 広幡IC間および藪田東IC - 藪田西ICは側道でつながっている。

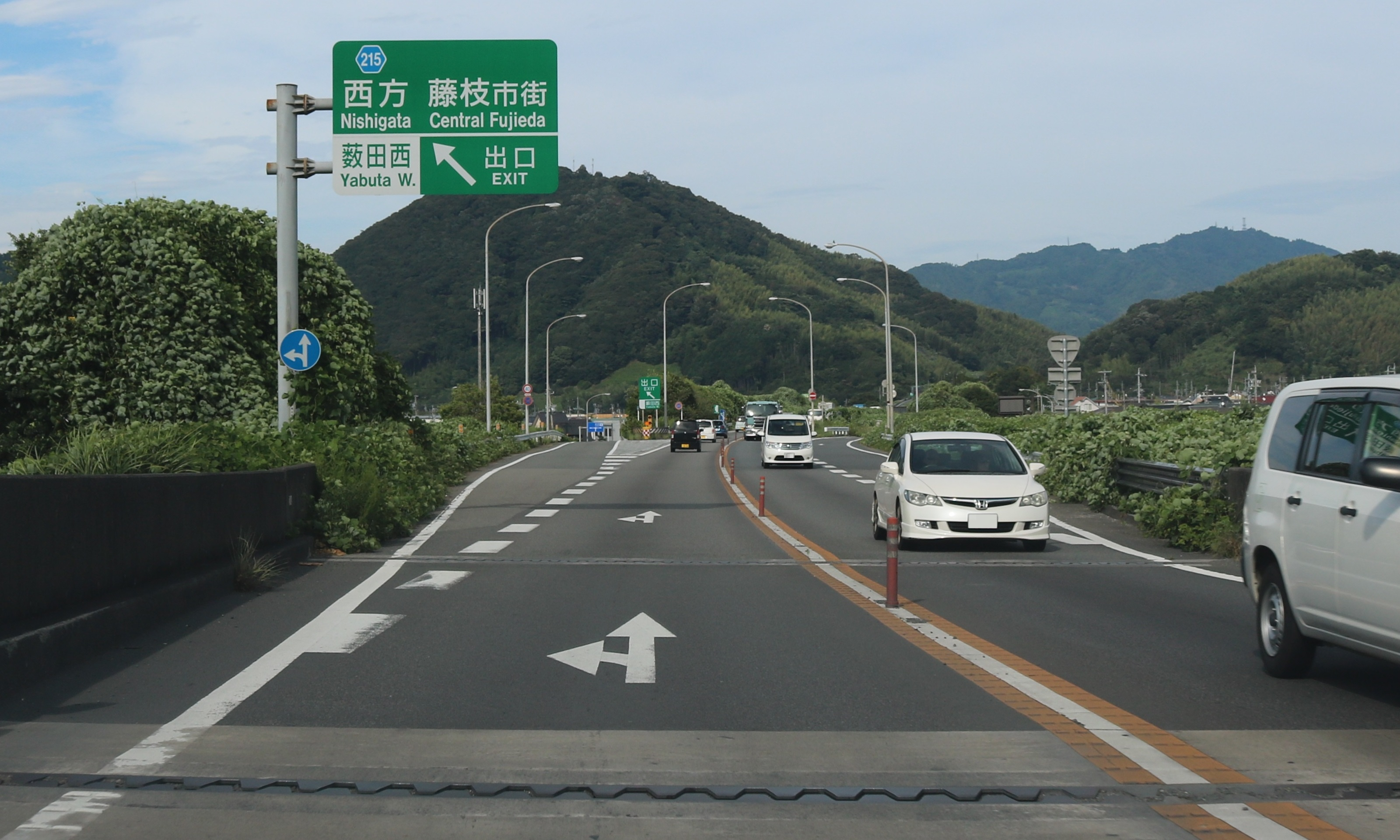
藪田西IC
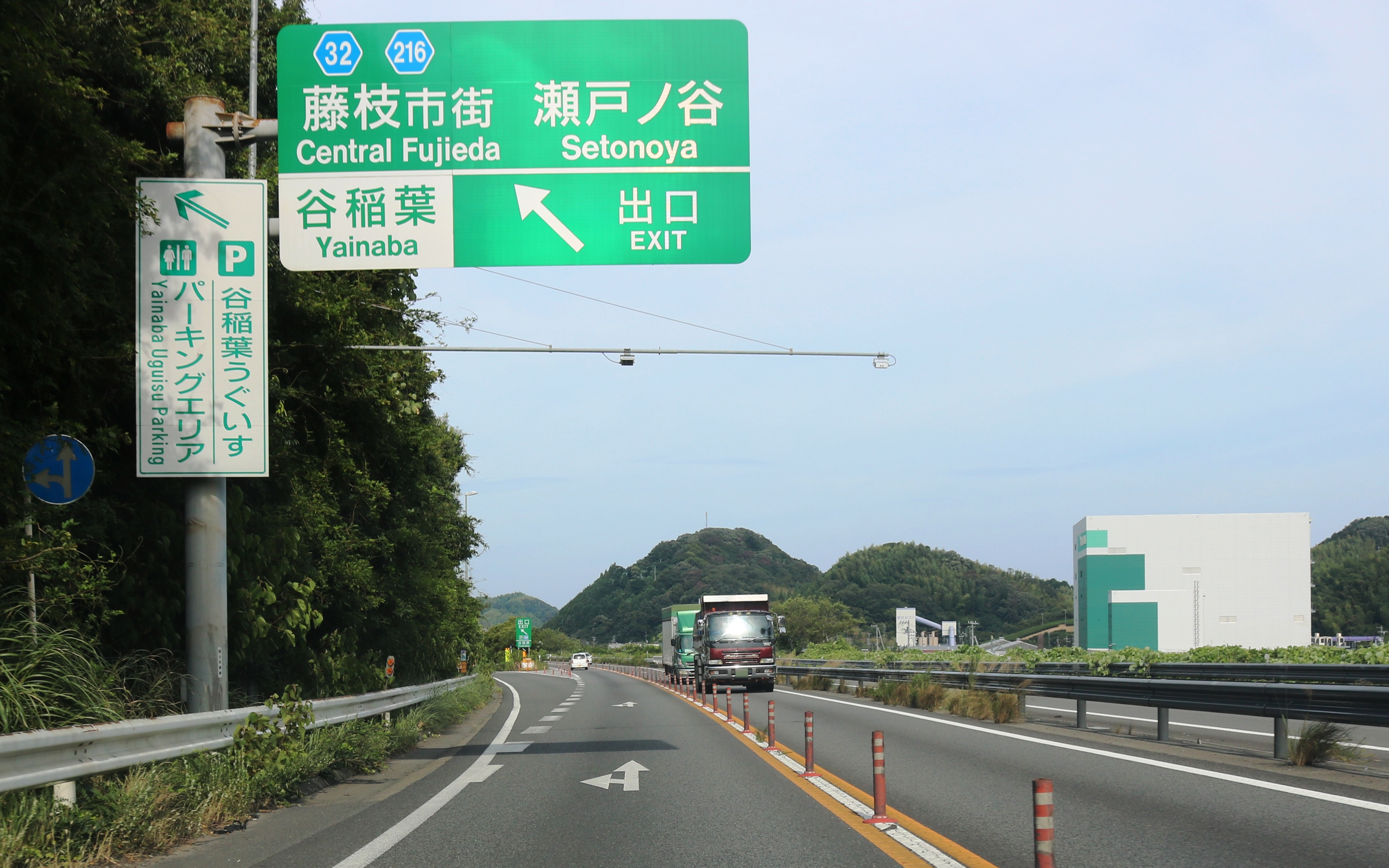
谷稲葉IC

## 主なトンネルと橋
トンネル一覧
| トンネル名称   | 名称の読み方 | 延長    | 区間                | 備考 |
| -------------- | ------------ | ------- | ------------------- | ---- |
| 潮トンネル     | うしお       | 300 m   | 広幡IC - 藪田東IC   |      |
| 時ケ谷トンネル | ときがや     | 370 m   | 藪田西IC - 谷稲葉IC |      |
| 原トンネル     | はら         | 700 m   | 藪田西IC - 谷稲葉IC |      |
| 谷稲葉トンネル | やいなば     | 1,360 m | 谷稲葉IC - 東光寺IC |      |
| 東光寺トンネル | とうこうじ   | 330 m   | 東光寺IC - 野田IC   |      |
| 波田トンネル   | はだ         | 230 m   | 東光寺IC - 野田IC   |      |

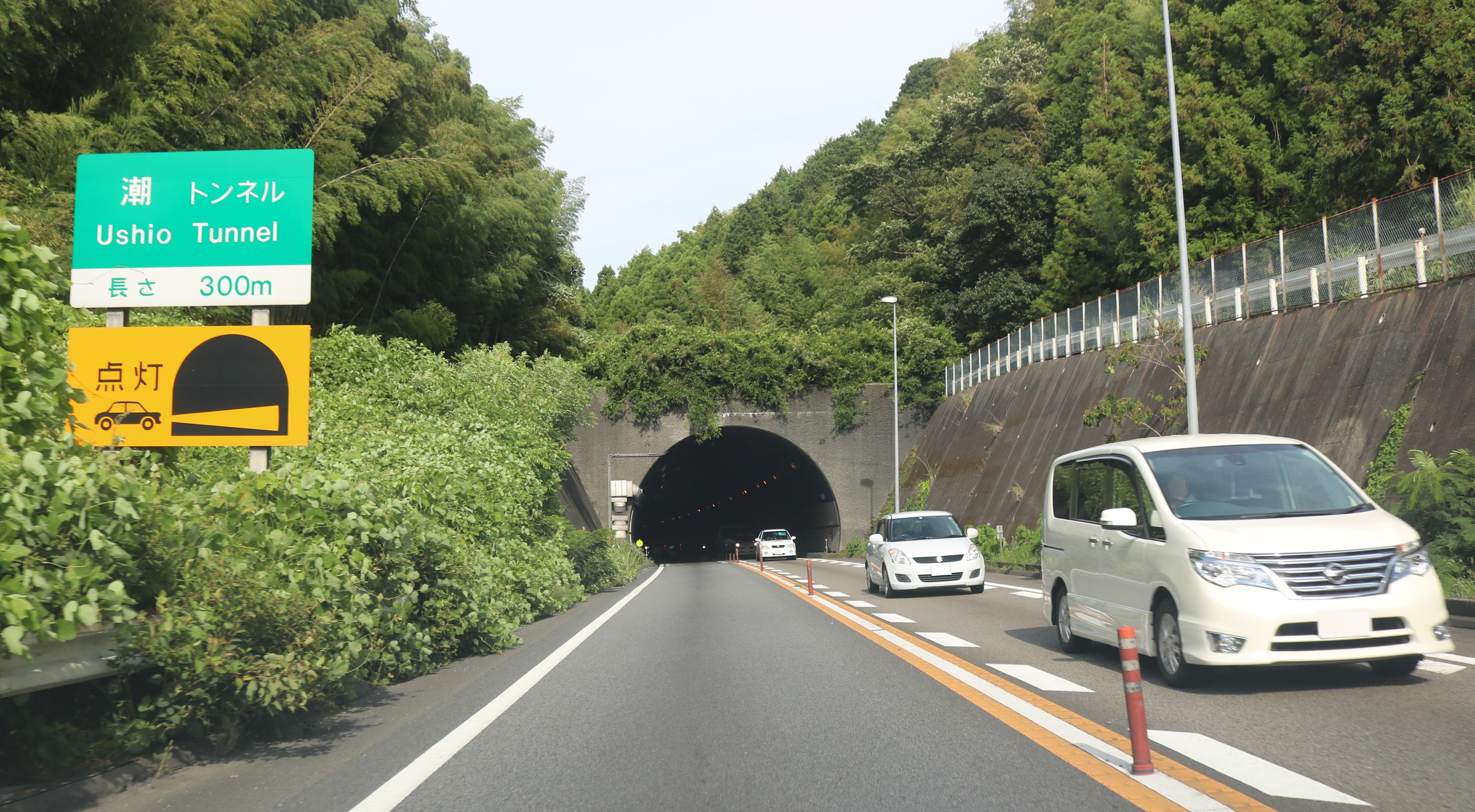
潮トンネル
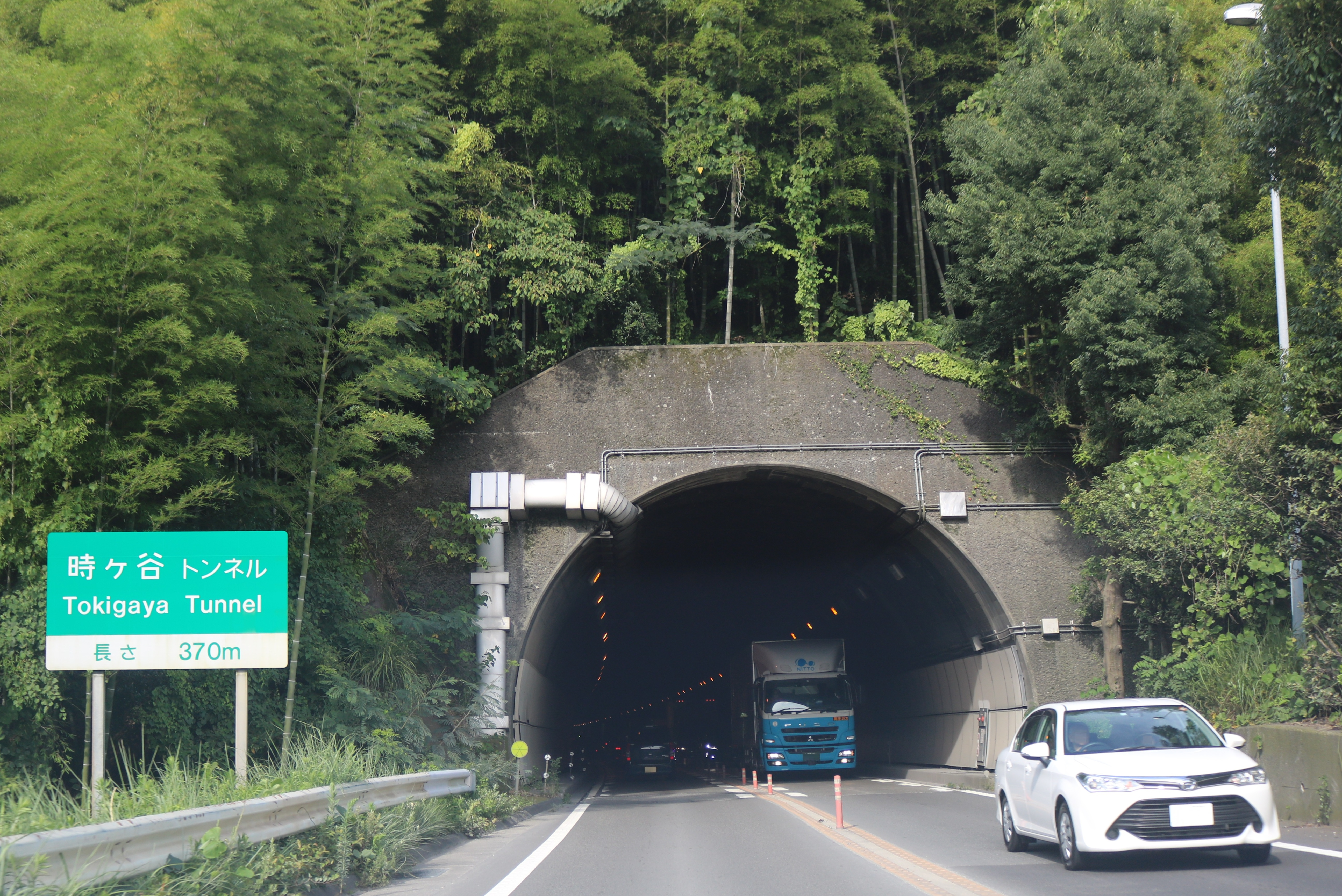
時ケ谷トンネル

橋梁一覧
- 横内高架橋（内谷IC - 広幡IC）
- 朝比奈川橋（内谷IC - 広幡IC）【朝比奈川】
- 仮宿高架橋（内谷IC - 広幡IC）
- 潮跨道橋（広幡IC）
- 潮高架橋（広幡IC - 薮田東IC）
- 薮田東跨道橋（薮田東IC）
- 薮田高架橋（薮田東IC - 薮田西）
- 薮田西跨道橋（薮田西IC）
- 葉梨高架橋（薮田西IC - 谷稲葉IC）【葉梨川】
- 瀬戸川橋（薮田西IC - 谷稲葉IC）【瀬戸川】
- 堀之内東跨道橋（薮田西IC - 谷稲葉IC）
- 堀之内中跨道橋（薮田西IC - 谷稲葉IC）
- 堀之内西跨道橋（薮田西IC - 谷稲葉IC）
- 谷稲葉第二避溢橋（谷稲葉IC）
- 谷稲葉第一避溢橋（谷稲葉IC）
- 谷稲葉川橋（谷稲葉IC - 東光寺IC）【谷稲葉川】
- 東光寺谷川橋（東光寺IC）【東光寺谷川】
- 野田高架橋（東光寺IC - 野田IC）【大津谷川】
- 聞取橋（野田IC）

## 藤枝ロングランプ

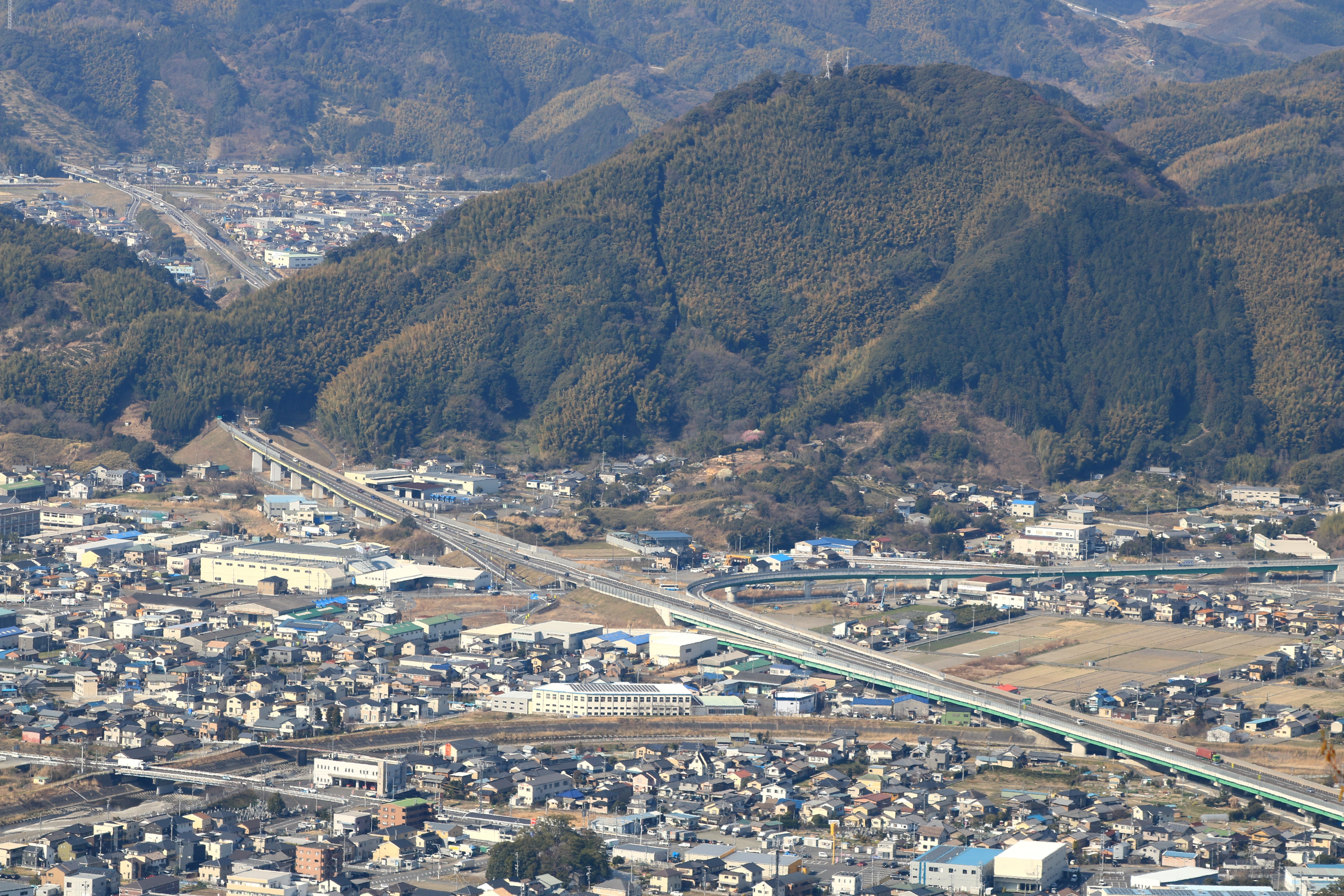
高草山から望む広幡ICと新東名高速道路藤枝岡部ICへアクセスする藤枝ロングランプ、中央奥に潮山、その南山腹を貫通する潮トンネル、手前に朝比奈川の潮高架橋

広幡ICから新東名高速道路藤枝岡部ICへのアクセス道路として2012年（平成24年）4月14日より供用されているロングランプで、国道1号に指定されている。終点付近で静岡県道209号静岡朝比奈藤枝線と接続（藤枝岡部IC方面出入口のみ）。
- 事業名：一般国道1号藤枝岡部IC関連（通称：藤枝ロングランプ[10]）
- 起点 : 静岡県藤枝市仮宿
- 終点 : 静岡県藤枝市岡部町入野
- 延長 : 2.1 km
- 道路規格 : 第1種第3級
- 標準道路幅員 : 13.5 m
- 車線数 : 完成2車線
- 車線幅員 : 3.5 m
- 設計速度 : 80 km/h

藤枝岡部IC方面から広幡ICの静岡方面への接続のみ、バイパス本線に直結している。